# فاگت (غذا)

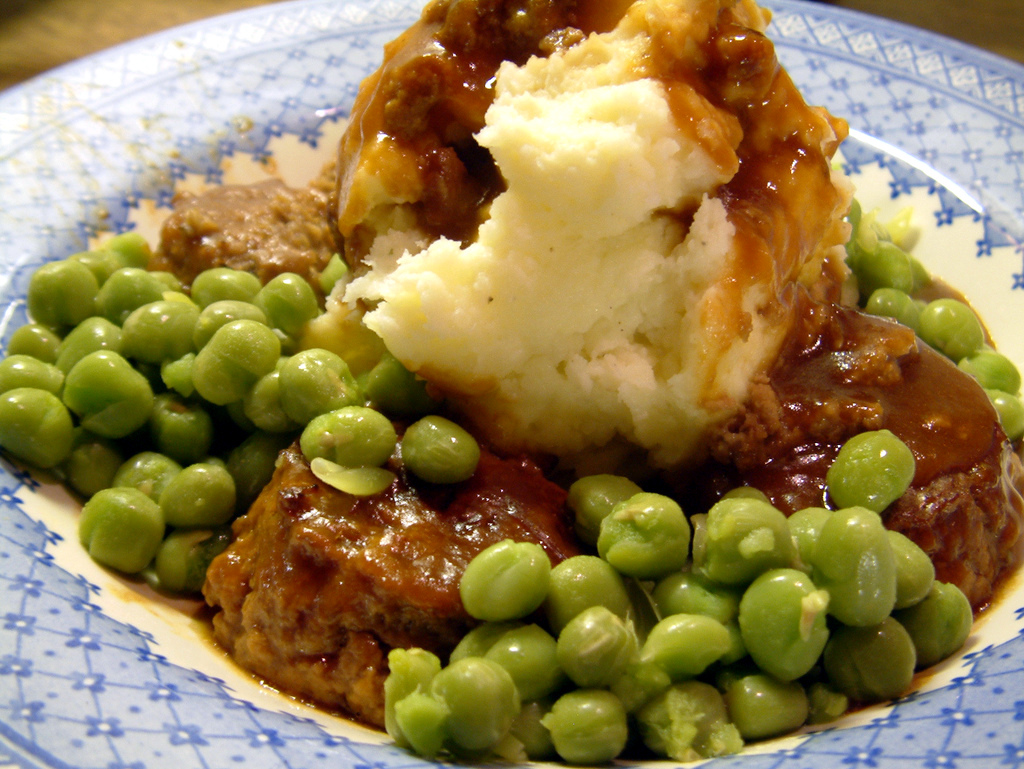
فاگتز ، گریوی ، نخود ، سیب زمینی آب پز

فاگتز نوعی غذا که در بیشتر در بریتانیا و به ویژه در ولز، استفاده می شود.